# 정우량
정우량(鄭羽良, 1692년 ~ 1754년 1월 7일)은 조선 후기의 문신이다. 본관은 연일(延日). 자는 자휘(子翬), 호는 학남(鶴南)이다. 조선 영조의 서녀 화완옹주의 남편 정치달의 아버지이고 정후겸의 양할아버지가 된다.

## 생애
아버지는 판서와 판부사를 지낸 정수기(鄭壽期)이고 어머니는 윤희수(尹希壽)의 딸이다. 좌의정을 지낸 정휘량(鄭翬良)은 그의 동생이다.
1723년(경종 3) 증광문과에 병과(丙科) 19위로 급제해서 관직에 올라, 설서, 정언, 수찬, 검토관을 지내고 수찬, 교리를 거쳐 부수찬, 시독관을 지내고 정언으로 있다가 개성부 시재 어사를 거쳐 시독관, 교리, 지평, 수찬, 헌납, 부수찬, 교리, 검토관을 거쳐 이조좌랑이 되고 시독관을 지내고 이조정랑이 되었다.
교리, 부수찬, 부교리, 헌납을 두루 거쳐 이조정랑, 부응교, 집의, 시독관, 사간, 응교, 부응교를 거쳐 승정원승지가 되고 이후 사간원대사간, 성균관대사성, 다시 승지를 지내고 참찬관을 거쳐 경상도관찰사에 이어 대사성, 승지, 형조참의를 지내고 대사성을 거쳐 황해도관찰사가 되고 좌승지를 거쳐 이조참의로 승진한다. 이후 수원부사를 지내고 문위사로 청나라에 다녀온 뒤 부제학을 거쳐 이조참의가 되고 연이어 대사성을 거쳐 승문원부제조를 하다 이조참의를 거쳐 개성유수가 되고 다시 부제학을 거쳐 사헌부대사헌이 되었다.
좌승지로 재직 당시 좌승지 때에는 공종수(孔宗洙)를 공자의 후예라 하여, 선성(先聖)의 후예라는 이유로 급여를 줄 것을 상소하여 반궁(泮宮)을 성사시켰다.
이후 이조참판을 거쳐 이천부사로 외직에 나갔다가 연이어 홍문관제학을 거쳐 부제학, 이조참판, 동지의금부사를 거쳐 이후 한성부좌윤, 이조참판, 예문관제학을 두루 거쳐 승지와 참찬관을 겸한 뒤 도승지, 형조판서, 이조판서로 동지성균관사를 겸하고 이조판서, 우참찬을 하며 지경연사, 우빈객을 겸한 뒤 좌참찬, 우참찬, 예조판서, 예문관제학, 이조판서를 하다 예문관제학, 예조판서, 홍문관제학까지 하고 우참찬, 좌참찬, 병조판서를 하고 판의금부사, 병조판서를 거쳐 홍문관제학, 지경연사, 판의금부사를 하고 이후 다시 병조판서와 판의금부사를 거쳐 판돈녕부사, 예문관제학을 거쳐 판의금부사, 이조판서를 지냈다. 이후 예문관제학, 이조판서를 지내고 1749년(영조 25) 의정부우의정에 올랐으며 판중추부사로 퇴직한다. 시호는 문충(文忠)이다.
작품으로는 개성계성사비문(開城啓聖祠碑文) 등을 남겼다.

## 평가
실록에는 그를 '지망(地望)이 없어서 오로지 임금의 뜻을 맞추는 것으로 떳떳하지 않은 길을 뚫어 임금의 사랑을 두텁게 받아서 청현직(淸顯職)을 두루 지내고 정승의 자리에 이르렀다' 한다.

## 가족
- 조부 : 정인빈(鄭寅賓)
  - 아버지 : 정수기(鄭壽期)
  - 어머니 : 윤희수(尹希壽)의 딸
    - 동생 : 좌의정 정휘량(鄭翬良)
    - 부인 : 이필(李馝)의 딸
      - 아들 : 정원달(鄭遠達)
      - 아들 : 정치달(鄭致達, 1732년 12월 14일 ~ 1757년 2월 15일)

## 같이 보기
- 정후겸
- 화완옹주
- 정치달

1. ↑  영조실록 81권, 영조 30년 1월 7일 정사 2번째기사 1754년 청 건륭(乾隆) 19년, "전 판부사 정우량 졸기"